# 집배원

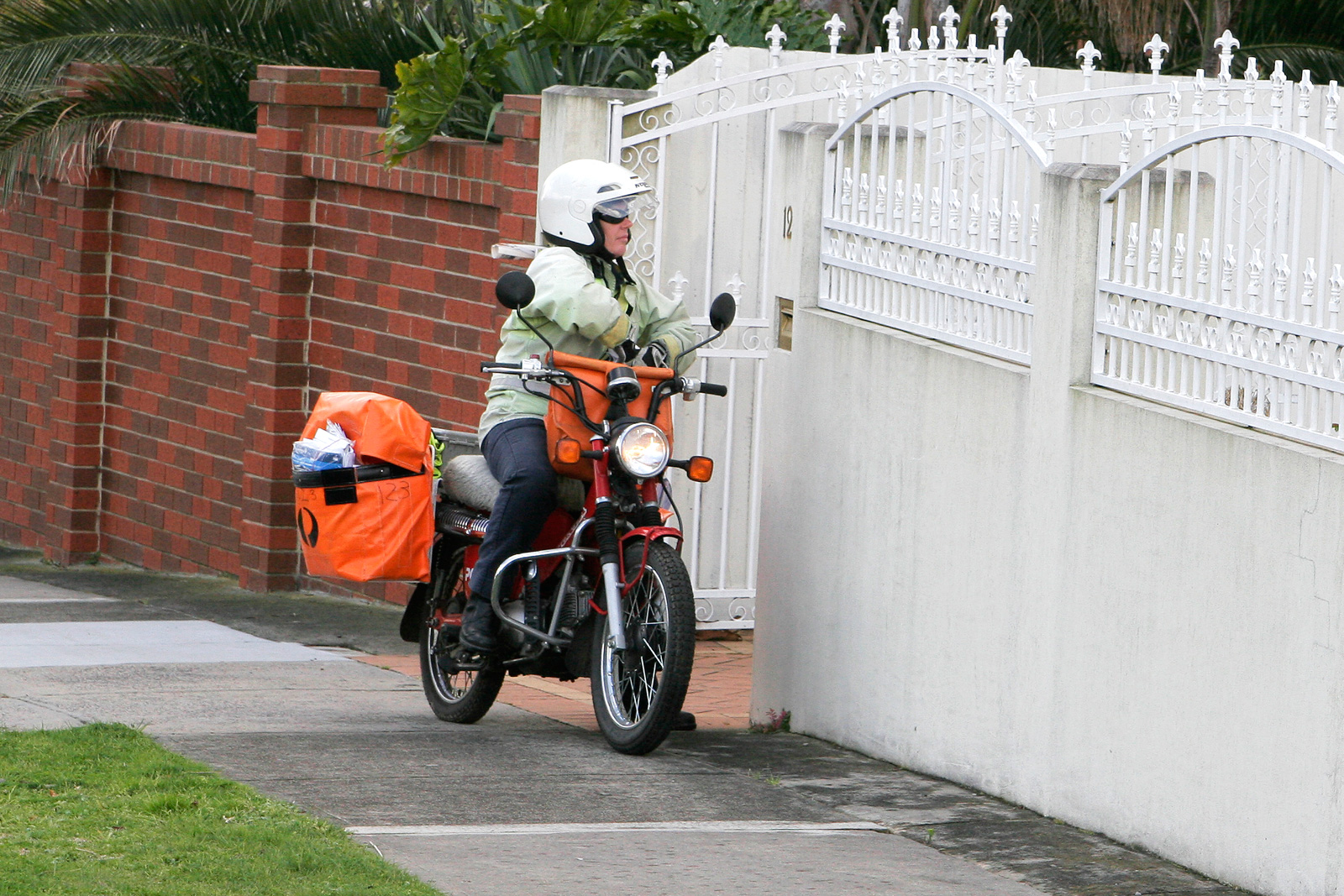
오스트레일리아의 집배원

집배원(集配員)은 우체국에서 우편을 수집, 구분, 배달을 하는 직업이다.

## 대한민국
대한민국의 집배원들은 우정사업본부 지방우정청에 소속된 지역 우체국에서 일한다. 예를 들어 인천과 경기도에서 일하는 집배원들은 우정사업본부 경인지방우정청에 소속된 우체국에서 일한다. 우체국 공무원인 정규직 집배원과 비공무원인 별정우체국 집배원, 상시계약집배원(무기계약직 형태)으로 구분되며 오토바이 또는 자동차를 이용한다., 우체국택배원도 무기계약직으로 소포우편물 및 국제특급우편물 수집업무를 담당한다.
배달지역의 번지로 구분한 우편물을 오토바이 또는 자동차를 이용하여 배달한다.

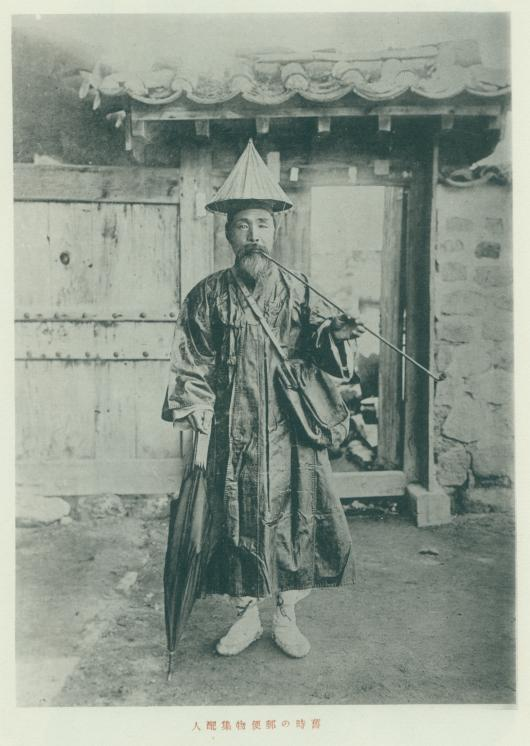
옛 우편물 집배원, 1921년

1884년 우정총국 창설 직후엔 체전부(遞傳夫), 또는 체부, 분전원(分傳員), 우체군(郵遞軍)이란 말이 쓰였다. 1905년 을사조약 이후 공식 명칭이  집배원이었으나  민간에서는 우편배달부(郵便配達夫), 우체부(郵遞夫)를 함께 써왔다.

## 미국
미국에는 세 가지 유형의 우편물 배달원이 있다. 전국 편지 배달원 협회(National Association of Letter Carriers)가 대표하는 시티 레터 캐리어스(City Letter Carriers), 전국 농촌 편지 운송인 협회가 대표하는 농촌 운송인, 독립 계약자인 고속도로 계약 노선 운송업체가 그것이다. 노조 가입은 자발적이지만, 도시 항공사는 전국적으로 거의 93%로 조직되어 있다.
편지 배달원은 초과 근무 가능성이 있는 시간당 급여를 받는다. 편지 배달원도 매일 "피버팅"(pivoting)을 받는다. 항공사에 할당된 경로를 완료하는 데 8시간 미만이 소요되는 경우 경영진은 해당 항공사를 최대 8시간까지 채울 수 있는 다른 경로에서 작업하도록 해당 항공사를 "피벗"할 수 있다. DOIS(배달운영정보시스템) 컴퓨터 프로그램의 당일 예상 작업량과 예상 우편물량에 대해 배송업체와 협의하여 우편 관리가 초과 근무 비용을 재분배하고 없애기 위해 사용하는 도구이다.

## 저명한 집배원
- 베리 판 알러: 축구선수
- 올리비에 브장스노: 프랑스 대통령 선거 후보
- 피터 보네티: 잉글랜드 골키퍼 (축구)
- 찰스 부코스키: 소설가, 시인
- 스티브 커렐: 미국 배우
- 에이스 프레일리: 기타리스트
- 본 스콧: 리드 싱어